# 冷饭藤
冷饭藤（学名：Kadsura oblongifolia），为五味子科南五味子属下的一种。其种加词“oblongifolia”意为“长椭圆叶子的”。